# Opuntia megapotamica
Opuntia megapotamica är en kaktusväxtart som beskrevs av José Arechavaleta. Opuntia megapotamica ingår i släktet fikonkaktusar, och familjen kaktusväxter. Inga underarter finns listade i Catalogue of Life.